# سالینا (پنسیلوانیا)
سالینا (به انگلیسی: Salina) یک منطقهٔ مسکونی در ایالات متحده آمریکا است که در شهرستان وستمورلند، پنسیلوانیا واقع شده‌است.